# 1985 у Миколаєві
| Роки в Миколаєві ← • 1901 • 1902 • 1903 • 1904 • 1905 • 1906 • 1907 • 1908 • 1909 • 1910 • 1911 • 1912 • 1913 • 1914 • 1915 • 1916 • 1917 • 1918 • 1919 • 1920 • 1921 • 1922 • 1923 • 1924 • 1925 • 1926 • 1927 • 1928 • 1929 • 1930 • 1931 • 1932 • 1933 • 1934 • 1935 • 1936 • 1937 • 1938 • 1939 • 1940 • 1941 • 1942 • 1943 • 1944 • 1945 • 1946 • 1947 • 1948 • 1949 • 1950 • 1951 • 1952 • 1953 • 1954 • 1955 • 1956 • 1957 • 1958 • 1959 • 1960 • 1961 • 1962 • 1963 • 1964 • 1965 • 1966 • 1967 • 1968 • 1969 • 1970 • 1971 • 1972 • 1973 • 1974 • 1975 • 1976 • 1977 • 1978 • 1979 • 1980 • 1981 • 1982 • 1983 • 1984 • 1985 • 1986 • 1987 • 1988 • 1989 • 1990 • 1991 • 1992 • 1993 • 1994 • 1995 • 1996 • 1997 • 1998 • 1999 • 2000 • → |

1985 у Миколаєві — список важливих подій, що відбулись у 1985 році в Миколаєві. Також подано перелік відомих осіб, пов'язаних з містом, що народились або померли цього року, отримали почесні звання від міста.

## Події

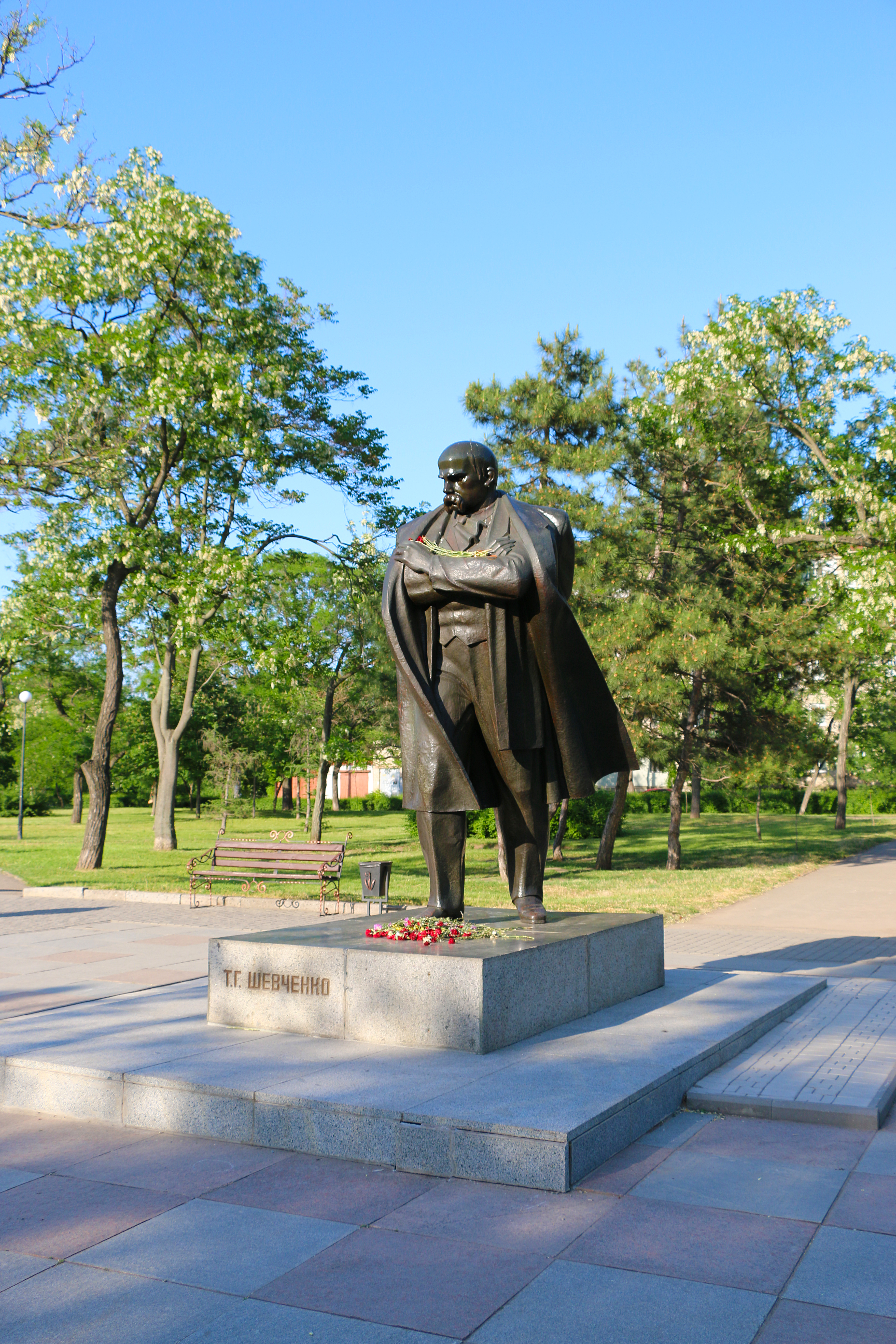
пам'ятник Тарасові Шевченку

- 5 жовтня після робіт з реставрації і відновлення було відкрито пам'ятник Тарасові Шевченку.
- У листопаді Миколаївський суднобудівний завод (тоді Миколаївський завод ім. 61 комунара) отримав другий орден Леніна[1].
- У листопаді на базі Миколаївського обласного Держкомітету з телебачення та радіомовлення був створений 7-й канал, який став попередником обласного каналу «Суспільне Миколаїв».
- За ініціативою колективу Миколаївського будівельного коледжу біля входу до навчального закладу було відновлено пам'ятник Матросу Гнату Шевченку, встановлений в Миколаєві 26 серпня 1874 року, перенесений до Севастополя 1902 року та знищений там у роки громадянської війни 1920-х років.

## Особи

### Очільники
- Голова виконавчого комітету Миколаївської міської ради — Олександр Молчанов.
- 1-й секретар Миколаївського міського комітету КПУ — Микола Бобирєв.

### Почесні громадяни
- У 1987 році звання Почесного громадянина Миколаєва не присвоювалось.

### Народились
- Дерев'янченко Сергій В'ячеславович (нар. 31 жовтня 1985, Феодосія, АР Крим) — український професійний боксер, чемпіон України, бронзовий призер чемпіонату світу 2007 року, учасник Олімпійських ігор 2008 (9 місце у середній ваговій категорії) та Світової серії боксу (WBS). Закінчив Миколаївське вище училище фізичної культури і факультет фізвиховання Миколаївського національного університету імені В. О. Сухомлинського.
- Саша Юніс-огли (азерб. Saşa Yunisoğlu; 18 грудня 1985, Миколаїв, УРСР) — азербайджанський футболіст, захисник.
- Алла Кушнір (танцюристка) (нар. 11 червня 1985, Миколаїв) — українська танцюристка східних танців, віцечемпіонка світу та Європи зі східних танців, переможниця міжнародних танцювальних конкурсів; фіналістка першого сезону шоу« Україна має талант».
- Козлов Михайло Віталійович (26 листопада 1985, Миколаїв — 24 вересня 2014, Старогнатівка) — старший солдат Збройних сил України, учасник російсько-української війни. Кавалер ордена «За мужність» III ступеня.
- Морозов Юрій Юрійович (нар. 23 жовтня 1985, Миколаїв) — російський футболіст, захисник.
- Зайко Дмитро Миколайович (нар. 30 липня 1985, Первомайськ (Миколаївська область), УРСР) — український футболіст, нападник. Провів 61 матч за МФК «Миколаїв», забив 16 голів.
- Димо Валерій Володимирович (нар. 9 вересня 1985, Миколаїв) — український спортсмен-плавець, майстер спорту міжнародного класу (2004), тренер.
- Возовик Оксана Олегівна (нар. 8 грудня 1985, Миколаїв) — українська шахістка, гросмейстер серед жінок (2003). Чемпіонка України з шахів серед жінок 2006 року.
- Зубець Сергій Борисович (нар. 13 липня 1985, Очаків) — український поет. Живе і працює в Миколаєві.

### Померли
- Шкрьоба Павло Маркович (3 (16) листопада 1909, Миколаїв—1985, Київ) — актор, режисер Київського українського драматичного театру імені Івана Франка.
- Єгипко Микола Павлович (нар. 27 жовтня (9 листопада) 1903, Миколаїв — 6 липня 1985 Ленінград) — віце-адмірал Військово-Морського Флоту СРСР, Герой Радянського Союзу.
- Баклан Андрій Якович (нар. 23 липня 1917, Калинівка, нині Воскресенська селищна громада, Миколаївський район, Миколаївська область — 20 травня 1985, Псков) — радянський військовий льотчик, учасник Другої світової війни. Герой Радянського Союзу. У 1930-х роках мешкав у Миколаєві, працював на Чорноморському суднобудівному заводі.
- Хилько Федір Васильович (1 січня 1915, с. Гур'ївка, Новоодеський район, Миколаївська область — 1985, м. Миколаїв, УРСР) — Герой Соціалістичної Праці (1960), суднобудівник.
- Медведєв Микола Якович (нар. 1922, Машково-Сурена, Тамбовська губернія — пом. 1985, Москва) — радянський військовик часів Другої світової війни, другий номер протитанкової рушниці роти ПТР 384-го окремого батальйону морської піхоти (Очаківська військово-морська база Чорноморського флоту), червонофлотець. Учасник миколаївського десанту під командуванням К. Ольшанського. Герой Радянського Союзу.
- Тір Костянтин Вадимович (25 листопада 1904 р., Миколаїв — 8 березня 1985 р., Львів) — доктор технічних наук, професор кафедри поліграфічних машин Українського поліграфічного інституту імені Федорова (сьогодні Українська академія друкарства).
- Суботін Семен Михайлович (1922, Гамберово, нині Селтинського району Удмуртської Республіки — 1985) — радянський воєначальник, генерал-лейтенант. Брав участь у визволенні Миколаївської області та міста Миколаєва. Почесний громадянин міста Миколаєва.
- Павлов Юхим Митрофанович (17 січня 1915, Суздальский район — 14 серпня 1985, Москва) — радянський військовослужбовець, Герой Радянського Союзу, учасник десанту Ольшанського, стрілок 384-го окремого батальйону морської піхоти Одеської Військово-морської бази Чорноморського флоту, матрос. Почесний громадянин міста Миколаєва.
- Захаров Михайло Іванович (31 грудня 1904, Миколаїв — 12 вересня 1985) — радянський партійний діяч, голова Пензенського облвиконкому. Депутат Верховної Ради СРСР 2-го скликання.